# Carlos Izaguirre Alzamora
Carlos Alberto Izaguirre Alzamora (Huaraz, 21 de noviembre de 1901 - Lima, 28 de enero de 1980) fue un abogado y político peruano. Miembro del Partido Aprista Peruano.

## Biografía
Carlos Alberto Izaguirre Alzamora fue nieto de José Mercedes Izaguirre, quien fuera alcalde de Huaraz en 1865 y 1888. Cursó sus estudios escolares en su ciudad natal, culminándolos en el Colegio Nuestra Señora de Guadalupe de Lima. Estudió Historia, Filosofía, Letras y Derecho, graduándose de Abogado en 1928, por la Universidad Nacional Mayor de San Marcos. 
En 1931 ingresa al Partido Aprista Peruano. Elegido Senador por Ancash en 1963, ocupó la Segunda Vicepresidencia de su cámara. Presentó importantes proyectos con el fin de hacer resurgir las artes populares del Perú.

### Homenaje
La Avenida Carlos Izaguirre en los distritos limeños de Los Olivos, San Martín Porres y el Callao, es el eje comercial e institucional de la zona norte de la capital peruana.